# جيلييزنيتشار ساراييفو
نادي جيلييزنيتشار ساراييفو لكرة القدم (بالإنجليزية: FK Željezničar Sarajevo)‏ هو نادي كرة قدم بوسني مقره في العاصمة ساراييفو. تم تأسيسه في 19 سبتمبر 1921 ويعتبر من أفضل الفرق البوسنية على الإطلاق.
يلعب في النادي حاليا المحترف السعودي لاعب خط الوسط عبدالملك الجابر

## روابط خارجية
- الموقع الرسمي